# Campanha por ministra negra no STF
A Campanha por ministra negra no STF é um conjunto de ações e atos organizados em nível nacional no Brasil para que o Estado brasileiro possua em sua instância jurídica superior, o Supremo Tribunal Federal, a representação de uma mulher negra.

## Contexto histórico
Com a aposentadoria próxima da ministra Rosa Weber cria-se a necessidade de uma nova pessoa para ocupar a vaga no STF. Os movimentos negros lançaram um site buscando mobilizar uma campanha para uma mulher negra no STF.
A Atual ministra da Igualdade e Justiça social, Anielle Franco, escreveu um artigo retomando o contexto histórico do processo de busca por direitos para a população negra e em especial as mulheres. Em sua escrita ela retoma a história de Esperança Garcia e compara o momento histórico vivido e a necessidade da ocupação da 1ª vaga de uma mulher negra no STF.
O MND é uma organização da sociedade civil que qualifica e promove a agenda liderada por mulheres negras na política institucional, através da elaboração de pesquisas, dados e publicações. Ao longo dos meses agosto e outubro, uma série de ações serão realizadas pela organização em todo o país. Entre elas, o lançamento do estudo “Por que uma jurista negra?”. 
Para a Coordenadora de Dados e Cuidados Coletivos do MND, Beatriz Amparo, o estudo vai fomentar o campo de discussão sobre a participação de mulheres negras em espaços de decisão na política institucional e servir de insumo para pensar políticas públicas. “É um material que vai nos permitir entender que é urgente ter representantes orientados em análises profundas sobre a realidade da população brasileira, respaldadas em fatos históricos, dados, autocrítica, interesse no indivíduo, na confluência comunitária e emancipatória para todas as pessoas. E reparação”, ressalta Amparo.

## Impacto no Brasil
Atos cobrando a nomeação ocorreram em capitais brasileiras. Segundo a advogada da Coalizão Negra por Direitos, Maíra Vida, a indicação de uma mulher negra e progressista para a vaga seria uma "reparação histórica e justiça racial".

## Impacto no mundo
Em um vídeo exibido na Times Square em Nova Iorque, explicitando a demanda de maior representatividade nos espaço institucionais, é possível ver a imagem de uma jovem menina negra com os dizeres "Quando eu crescer, quero ser ministra do STF". Na cúpula do G20, realizada na Índia, a principal via de saída do aeroporto de Nova Déli recebeu uma śerie de painéis pressionando a nomeação, uma responsabilidade do atual presidente da república, Luís Inácio Lula da Silva.